# ۱۵۷۷ (میلادی)
۱۵۷۷ (میلادی) هزار و پانصد و هفتاد و هفتمین سال تقویم میلادی است.

## زادگان
- ۱۲ ژانویه – ژان باپتیست ون هلمونت، شیمی‌دان بلژیکی (د. ۱۶۴۴)
- ۱۲ ژوئن – پاول گولدین، ریاضی‌دان و ستاره‌شناس اتریشی (د. ۱۶۴۳)
- ۱۲ آوریل – کریستیان چهارم دانمارک، سیاست‌مدار آیسلندی (د. ۱۶۴۸)